# Rod Finch
Rodney „Rod“ Finch (* 5. August 1967) ist ein ehemaliger britischer Leichtathlet, der im Mittel- und Langstreckenlauf an den Start ging. Seinen größten Erfolg feierte er mit dem Gewinn der Bronzemedaille über 3000 Meter bei den Halleneuropameisterschaften 1994 in Paris.

## Sportliche Laufbahn
Rod Finch trat bei den Halleneuropameisterschaften 1994 in Paris international in Erscheinung und gewann dort in 7:53,99 min die Bronzemedaille im 3000-Meter-Lauf hinter dem Deutschen Kim Bauermeister und Ovidiu Olteanu aus Rumänien. 1998 gelangte er bei den Europameisterschaften in Budapest mit 14:09,87 min auf den 17. Platz über 5000 Meter. 2005 beendete er dann seine aktive sportliche Karriere im Alter von 38 Jahren.
1998 wurde Finch britischer Hallenmeister im 3000-Meter-Lauf.

## Persönliche Bestzeiten
- 1500 Meter: 3:37,97 min, 30. Juli 1993 in Gateshead
- 3000 Meter: 7:56,93 min, 14. Juli 1999 in Solihull
  - 3000 Meter (Halle): 7:53,99 min, 13. März 1994 in Paris
- 5000 Meter: 13:27,75 min, 1. August 1998 in Hechtel